# 尼尔街制作公司
尼尔街制作公司（英語：Neal Street Productions）是一家英国制作公司，致力于制作电影、电视和舞台剧。该公司成立于2003年，创建人是山姆·曼德斯、Pippa Harris和Caro Newling。

## 作品
| - Stuart: A Life Backwards （2007年） - 《空王冠》 - 《理查二世》 （2012年） - Henry IV, Part I and Part II (TV films) （2012年） - Henry V （2012年） - 《呼叫助产士》 （2012年） | - 《鍋蓋頭》 （2005年） - Starter for 10 （2006年） - Things We Lost in the Fire （2007年） - 《追風箏的孩子》 （2007年） - 《革命之路》 （2008年） - Away We Go （2009年） | - The Hound of the Baskervilles （West Yorkshire Playhouse， 2007年） - Shrek the Musical （Broadway/West End/Touring， 2008年-） - The House of Special Purpose （Chichester Festival Theatre， 2009年） - Mary Stewart on Broadway （Shubert Theatre， 2009年） |